# John Alcock (bispo)
John Alcock (Beverley, Yorkshire, c. 1430 — Wisbech, Cambridgeshire, 1 de outubro de 1500) foi um clérigo inglês.

## Biografia
Alcock era filho de Sir William Alcock, representante no Parlamento por Kingston upon Hull, e educado em Cambridge. Em 1461, foi nomeado deão de Westminster, e sua subsequente promoção foi rápida, tanto na Igreja, quanto no Estado. No ano seguinte foi nomeado Master of the Rolls, e em 1470 foi enviado como embaixador à corte de Castela. Foi nomeado pelo Papa Sisto IV para a sé de Rochester em 8 de janeiro de 1472 e consagrado Bispo de Rochester, em 15 de março e foi sucessivamente transferido para a sé de Worcester, em 15 julho de 1476 e a sé de Ely, em 6 de outubro de 1486, já sob o Papa Inocêncio VIII. Por duas vezes ocupou o cargo de Lorde Chanceler, uma vez de junho de 1475 a setembro de 1475 e, em seguida, novamente de outubro de 1485 a março de 1487.
Alcock foi um dos principais teólogos da pré-Reforma. Era um homem de grande conhecimento e também de proficiência como um grande arquiteto. Além de fundar uma instituição de caridade em Beverly e uma de ensino em Kingston upon Hull, restaurou muitas igrejas e colégios; mas sua maior conquista foi a construção do Jesus College, em Cambridge, que construiu no local do antigo convento de Santa Radegunda.
Alcock foi nomeado para o Conselho em 1470 e tornou-se Master of the Rolls em 1471, logo após ter sido nomeado tutor do primogênito do rei Eduardo IV, o príncipe Eduardo. Após a morte do rei, estava com o príncipe Eduardo e seu irmão mais novo, quando foram interceptados por Ricardo, Duque de Gloucester, em Stony Stratford. Alcock foi preso e afastado do cargo, mas logo voltou ao Conselho. Estava com o rei Ricardo III, quando este entrou em York, em agosto de 1483 e foi membro da delegação inglesa que se reuniu com os escoceses em Nottingham.
Mais tarde, Alcock foi um dos diversos clérigos que abertamente apoiou a proposição de Henrique Tudor para se casar com Isabel de Iorque. Nomeado temporariamente Lorde Chanceler, abriu a primeira seção do Parlamento do rei Henrique VII, em 7 de novembro de 1485 e se tornou um dos agentes de maior confiança do novo rei.
Alcock morreu em 1 de outubro de 1500 e está sepultado na Capela Alcock, na catedral de Ely.

## Os Príncipes na Torre
Valerie Anand, uma crente da inocência de Ricardo III, na questão dos Príncipes na Torre, salienta que Alcock, o tutor do príncipe Eduardo, nunca brigou com Ricardo III, quer pública ou privadamente, mas optou por "continuar a trabalhar serenamente ao lado de Ricardo". Isso teria sido impensável se Alcock tivesse qualquer razão para suspeitar que o rei Ricardo tivesse feito algum mal ao jovem Eduardo.

## Escritos
Os escritos publicados de Alcock, a maioria dos quais é extremamente rara, são: Mons Perfectionis, or the Hill of Perfection (Londres, 1497); Gallicontus Johannis Alcock episcopi Eliensis ad frates suos curatas in sinodo apud Barnwell (1498), um bom exemplar do início da impressão e ilustrações pitorescas inglesas; The Castle of Labour, traduzido do francês (1536), e vários outros panfletos e homilias.